# 104-я улица (линия Фултон-стрит, Ай-эн-ди)
|   |   |   |   |   |
| · | · | · | · | · |

|   |   |   |   |   |
| · | · | · | · | · |

«104-я улица» (англ. 104th Street) — станция Нью-Йоркского метрополитена, расположенная на линии Фултон-стрит, Ай-эн-ди. Станция находится в Куинсе, в районе Озон-Парк, на пересечении Либерти-авеню с 104-й улицы. На станции останавливаются маршруты A (круглосуточно, кроме ночи) и S (челнок Леффертс-бульвара, ночью). Станция была открыта 25 сентября 1915 года в составе эстакадной линии компании BMT.
Станция представлена двумя боковыми платформами, обслуживающими только крайние пути трёхпутного участка линии. Центральный путь не используется для регулярного сообщения. Станция отделана в бежевых тонах. К западу от станции к линии подключается IND Rockaway Line. Поезда оттуда следуют в западном направлении. Подключения IND Rockaway Line в сторону Озон-парк — Леффертс-бульвар не имеется.
Имеется только один выход со станции, расположенный в восточной её половине. Турникетный павильон расположен в мезонине под платформами. Существует возможность бесплатного перехода между платформами. Выход приводит к перекрестку Либерти-авеню с 104-й улицей.
Станция претерпела ряд переименований. Станция открыта под названием Oxford Avenue (как гласят карты 1924 года). 104th St упоминалась лишь в скобках мелким шрифтом. В 1950-х на картах появилось новое название — 104th Street — Oxford Avenue. Позже приставку Oxford Avenue убрали, с тех пор станция называется просто 104th Street. Точно такое же преобразование было проведено на соседней станции — 111th Street.